# Gran Premio della Toscana 2020
Il Gran Premio della Toscana 2020 è stata la nona prova della stagione 2020 del campionato mondiale di Formula 1. La gara si è corsa domenica 13 settembre all'Autodromo internazionale del Mugello di Scarperia e San Piero in Italia ed è stata vinta dal britannico Lewis Hamilton su Mercedes, al novantesimo successo nel mondiale; Hamilton ha preceduto all'arrivo il compagno di squadra, il finlandese Valtteri Bottas e il thailandese Alexander Albon su Red Bull Racing-Honda. Si tratta sia per quest'ultimo, sia per il suo paese d'origine della prima presenza su un podio in Formula 1.
Il Gran Premio ha rappresentato la millesima gara del mondiale a cui ha partecipato la Ferrari come costruttore, che è anche proprietaria del circuito.

## Vigilia

### Sviluppi futuri
Gli organizzatori della prima edizione del Gran Premio dell'Emilia-Romagna, previsto per il 1º novembre all'Autodromo di Imola, nonostante le problematiche dettate dalla pandemia di COVID-19, pianificano la vendita di 13 000 biglietti per il Gran Premio, che segna il suo debutto per la prima volta nel calendario del campionato mondiale di Formula 1.
Il pilota messicano della Racing Point, Sergio Pérez, annuncia che a fine stagione lascerà il team britannico, con cui ha corso per sette stagioni, prima sotto la denominazione di Force India e successivamente di Racing Point. Il suo posto sarà occupato da Sebastian Vettel, dopo che il tedesco aveva annunciato nei mesi precedenti il suo addio alla Ferrari.

### Aspetti tecnici
Per questa gara la Pirelli, fornitrice unica degli pneumatici, porta gomme di mescola C1, C2 e C3, le più dure della gamma tra quelle disponibili. Il circuito è giudicato simile a quello di Silverstone dall'azienda fornitrice delle gomme, per aspetti come le forze laterali e lo stress degli pneumatici. L'abrasività dell'asfalto viene considerata superiore a quella del tracciato britannico. Questo ha consigliato la Pirelli a definire pressioni minime di gonfiaggio di 25 psi sulle ruote anteriori e 20,5 psi sulle ruote posteriori.
Il circuito utilizzato per questo nuovo Gran Premio è l'Autodromo internazionale del Mugello. Esso presenta una lunghezza di 5 245 km e si snoda attraverso 15 curve, 9 a destra e 6 a sinistra, come nel Motomondiale, per il tradizionale Gran Premio motociclistico d'Italia. A differenza di questa categoria però e come viene fatto tradizionalmente per i circuiti di Formula 1, il tracciato è diviso in tre settori, anziché in quattro. Il primo intermedio è posizionato 60 metri prima della curva 6 (Casanova), il secondo intermedio 140 metri prima della curva 12 (Correntaio) e il terzo intermedio coincide con la linea del traguardo del rettilineo principale di partenza. Lo speed trap, ovvero il punto in cui viene rilevata la velocità massima, è posizionato 390 metri prima della prima curva (San Donato) come nel Motomondiale. La distanza di gara prevista è di 59 giri, pari a 309,497 km.
La Federazione Internazionale dell'Automobile stabilisce il rettilineo principale di partenza come unica zona per l'utilizzo del Drag Reduction System. Il detection point, ovvero il punto in cui viene rilevato il distacco fra i piloti, è stabilito all'inizio della curva 15 (Bucine).
La Ferrari sostituisce il telaio della vettura di Charles Leclerc, ma non il motore che viene recuperato, dopo l'incidente nel Gran Premio di Monza.

### Aspetti sportivi

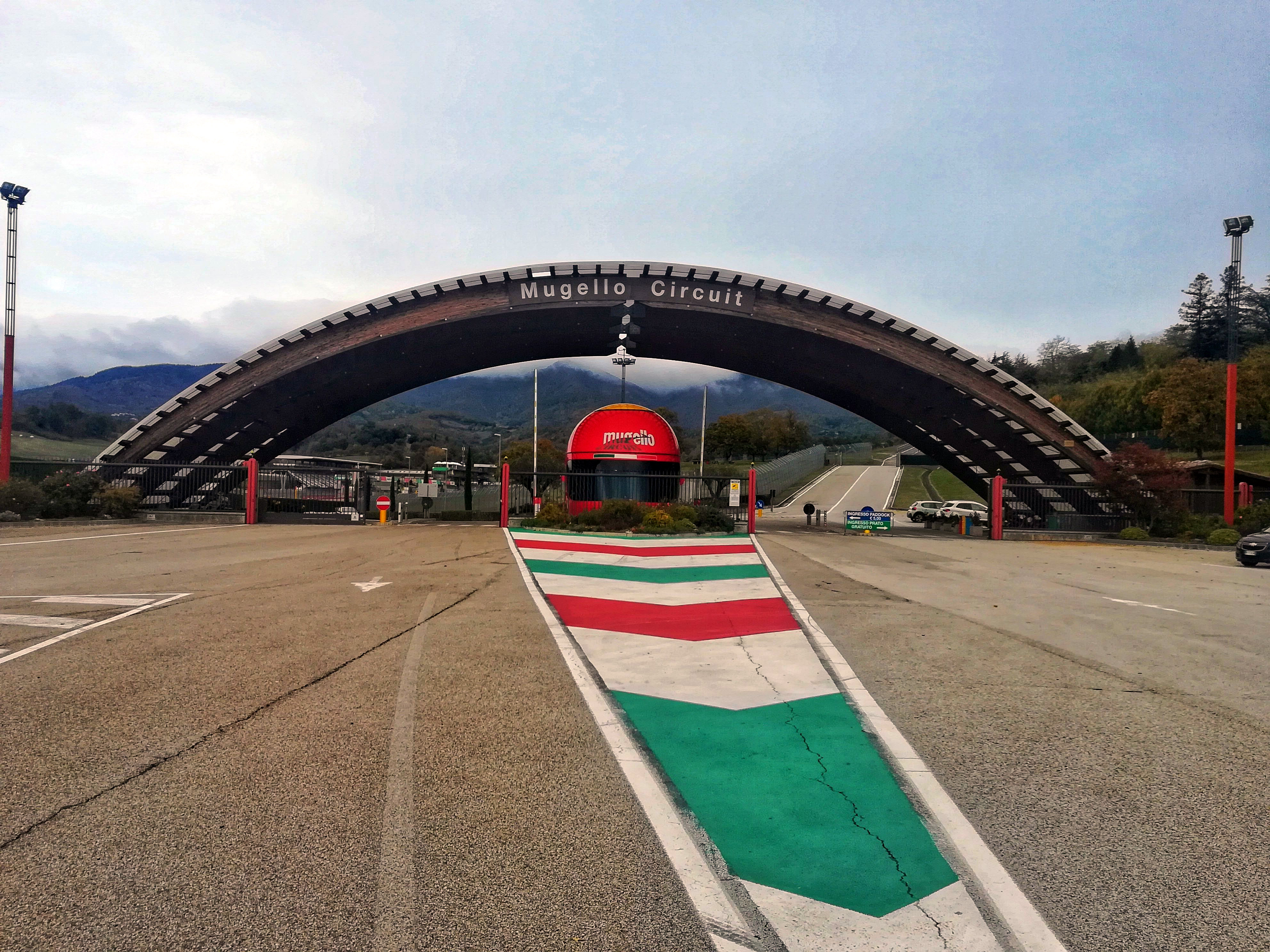
L'entrata principale all'Autodromo internazionale del Mugello che, per la prima volta, ospita una gara valida per il campionato mondiale di Formula 1.

Inizialmente la gara non era prevista nel calendario, ma a causa della pandemia di COVID-19, che ha portato alla cancellazione e al rinvio di numerose gare, la FIA è stata costretta a ridisegnare le date della stagione. Solo il 10 luglio viene annunciato l'ingresso in calendario del Gran Premio per la prima volta nel campionato mondiale. Già a febbraio, all'inizio dell'esplosione della pandemia, il circuito era stato candidato quale sede alternativa a Gran Premi che sarebbero stati cancellati. La gara, a differenza di tutte quelle precedenti, è la prima della stagione che prevede la presenza di un pubblico pagante. Gli organizzatori infatti hanno messo in vendita 2 880 tagliandi. Il prezzo dei biglietti andava da 750 a 1 250 euro; a seguito delle critiche per l'eccessivo costo, gli organizzatori decidono di annullare i tagliandi già venduti e di tagliare i prezzi del 50%.
Visto il divieto di chiamare prove diverse, con il medesimo nome, in uno stesso campionato, ed essendo già presente il Gran Premio d'Italia, la Federazione denomina l'appuntamento come "Gran Premio della Toscana" dal nome dell'omonima regione italiana. È la prima gara a essere intitolata a una regione italiana e a un costruttore, la Ferrari, che festeggia, sul tracciato di proprietà, la sua millesima gara valida per il campionato mondiale di Formula 1. La scuderia italiana festeggia il traguardo con una livrea speciale, che prevede una tonalità di rosso più scura di quella utilizzata solitamente, l'amaranto, che riprende la tonalità della Ferrari 125 S, la prima vettura da competizione a portare il nome Ferrari. I numeri di gara sono verniciati a mano e anche le tute dei piloti hanno la stessa tonalità.
La gara si tiene a una settimana di distanza dal Gran Premio d'Italia, corso a Monza. Per la quarta volta dopo il 2018, tra il Gran Premio di Francia e il Gran Premio di Gran Bretagna, e dopo anche quanto accaduto per due volte in questa stagione, per la prima volta a luglio, tra il Gran Premio d'Austria, prima gara della stagione, e il Gran Premio d'Ungheria, e per la seconda volta ad agosto, tra il Gran Premio di Gran Bretagna e il Gran Premio di Spagna, il campionato prevede tre gare in tre weekend di fila. Per la prima volta dal 2006, quando si disputarono il Gran Premio d'Italia a Monza e il Gran Premio di San Marino a Imola, l'Italia ospita più di un Gran Premio nel proprio territorio validi per il campionato mondiale di Formula 1. Se si conta anche il Gran Premio dell'Emilia-Romagna, previsto per il 1º novembre a Imola, i Gran Premi titolati, sul territorio italiano, sono, per la prima volta in assoluto, ben tre.
L'Autodromo del Mugello diventa il quarto circuito italiano a ospitare una prova valida per il campionato mondiale di Formula 1, dopo l'Autodromo di Monza (tradizionale sede del Gran Premio d'Italia), il circuito di Pescara (in cui si disputò il Gran Premio omonimo, che nel 1957 fu gara titolata) e l'Autodromo di Imola, sede in passato del Gran Premio di San Marino e in questa stagione, come detto, per la prima volta del Gran Premio dell'Emilia-Romagna. Tra il 1º e il 3 maggio del 2012 il circuito comunque ospitò una sessione di test collettivi della Formula 1; la maggioranza dei piloti elogiò le caratteristiche tecniche della pista.
Il Gran Premio è sponsorizzato dalla Pirelli.

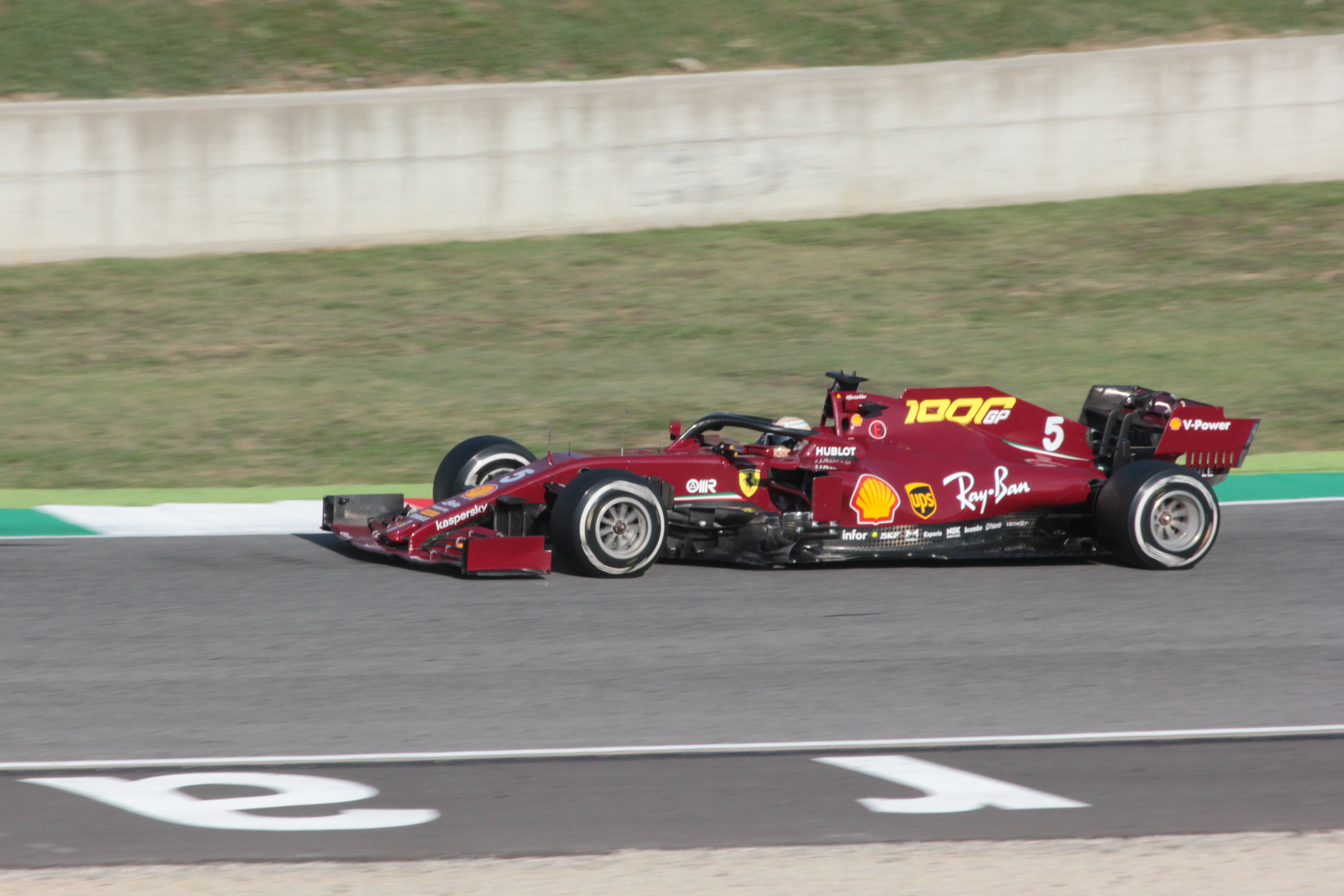
Sebastian Vettel alla guida della sua SF1000, con una livrea celebrativa per il millesimo Gran Premio della Ferrari in Formula 1.

Charles Leclerc, vittima di un pesante incidente nel corso del Gran Premio d'Italia, è regolarmente presente a questo Gran Premio, dopo il via libera concesso a seguito di un controllo medico. Il pilota monegasco indossa un casco speciale in cui sono raffigurate le Ferrari più iconiche della storia della scuderia di Maranello, che festeggia in questo Gran Premio la millesima gara in Formula 1. Anche l'altro pilota della scuderia, Sebastian Vettel, rende omaggio alla Ferrari, indossando un casco diviso in due parti. Il pilota tedesco ha voluto creare un parallelismo tra il passato e il presente, riportando da un lato il disegno invecchiato del progetto della primissima Ferrari del 1950, la Ferrari 125 F1, e dall'altro quello di una moderna monoposto. Il pilota australiano della Renault Daniel Ricciardo indossa un casco speciale con un design leopardato dedicato al pilota del Motomondiale Valentino Rossi.
La gara del Mugello rappresenta la prima gara in cui, alla scuderia Williams, la famiglia fondatrice del team non riveste nessun ruolo direttivo, e ciò a seguito della cessione del team al fondo d'investimento americano Dorilton Capital avvenuto prima del Gran Premio del Belgio. Mike O'Driscoll, amministratore delegato uscente della scuderia, ha annunciato la sua intenzione di ritirarsi dalla Formula 1, dopo la vendita del team. Simon Robert, in passato alla McLaren e alla Force India, è il nuovo team principal.
In occasione della millesima gara in Formula 1, Acqua Lete è event partner per la Ferrari. Il marchio italiano fa così il suo esordio nel mondo dei motori, dopo tante esperienze in altri numerosi sport.
La Mercedes omaggia la millesima gara della Ferrari con la safety car caratterizzata da una livrea rossa.
Prima della gara di Formula 1, Mick Schumacher, pilota tedesco del campionato di Formula 2 alla guida del team Prema Racing dal 2019, membro dallo stesso anno della Ferrari Driver Academy e figlio del sette volte campione del mondo di Formula 1 Michael Schumacher, si esibisce alla guida della Ferrari F2004, l'ultima vettura con cui il padre conquistò l'ultimo titolo iridato, il settimo in carriera, il quinto con la Ferrari. Si era ipotizzato che il pilota, in lotta per il campionato piloti di Formula 2, potesse prendere parte alla prima sessione di prove libere del venerdì, alla guida della Haas o dell'Alfa Romeo Racing. La notizia non ha trovato conferma in quanto il pilota, essendo in piena lotta per il titolo della sua categoria, preferisce fare il suo debutto in un turno di prove libere di Formula 1 in un weekend dove quest'ultima non è accompagnata dalla categoria minore.
La Federazione Internazionale dell'Automobile indica l'ex pilota di Formula 1 Mika Salo come commissario aggiunto per la gara. Il finlandese ha già svolto in passato tale funzione, l'ultima al Gran Premio di Singapore 2019.

## Prove

### Resoconto
Valtteri Bottas è il pilota più rapido della prima sessione di prove del venerdì. Il finlandese della Mercedes ha anche battuto il record della pista, che apparteneva a Rubens Barrichello, che lo aveva ottenuto durante dei test con la Ferrari, nel 2004.
Bottas ha girato in meno di un minuto e diciotto secondi, cogliendo il tempo utilizzando la mescola più morbida messa a disposizione dalla Pirelli. L'altro pilota della Mercedes, Lewis Hamilton, ha colto il quarto tempo, interessandosi maggiormente sull'assetto per la gara. Tra i due piloti della scuderia anglo-tedesca si sono inseriti Max Verstappen e Charles Leclerc. Ha chiuso con il quinto tempo Pierre Gasly, vincitore della gara di Monza di una settimana precedente.
La Williams e la Racing Point sono state multate, rispettivamente, di 800 e 200 euro dalla FIA. Entrambi i piloti canadesi, Nicholas Latifi e Lance Stroll, hanno superato il limite di velocità nella corsia dei box.

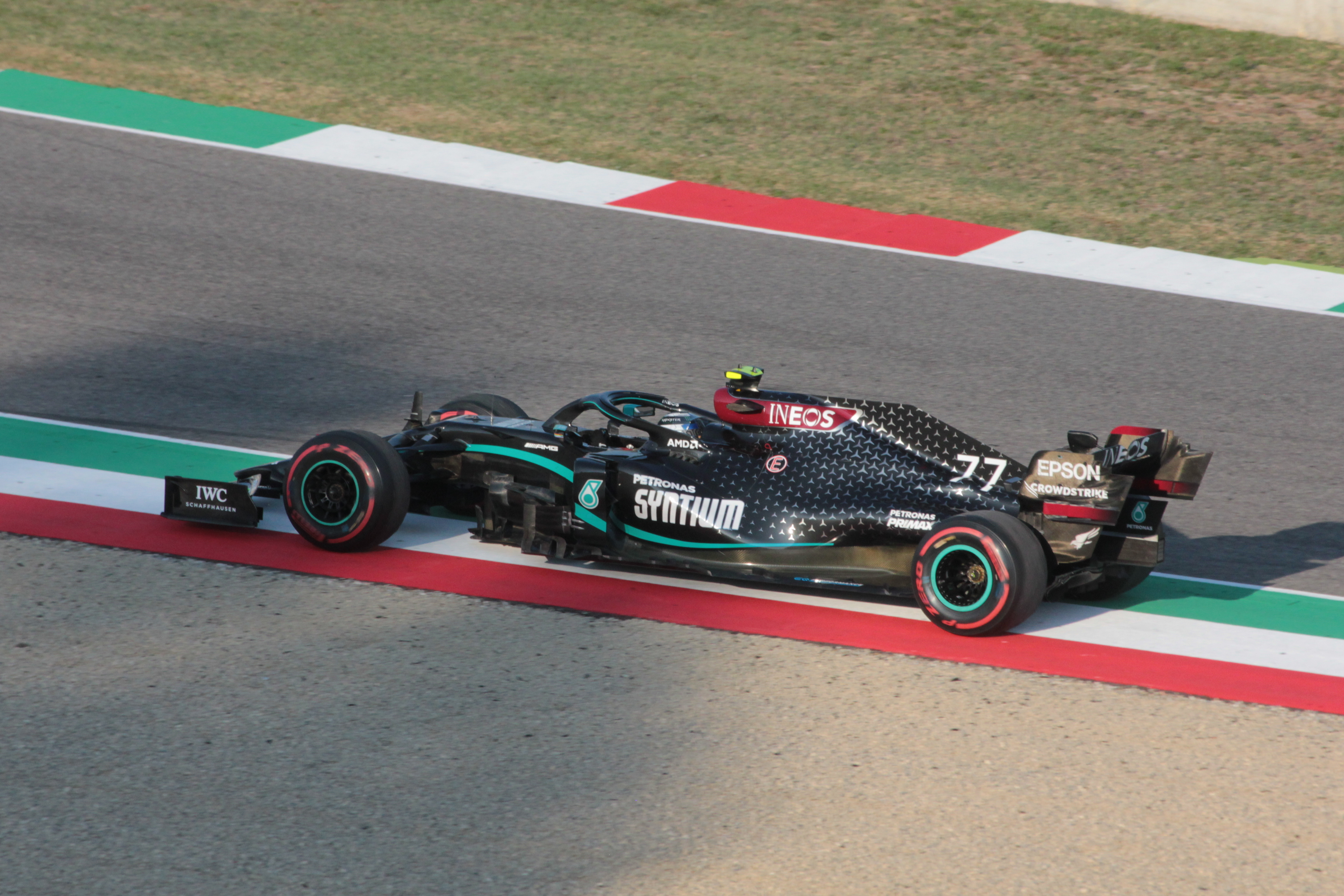
Valtteri Bottas è il più veloce nelle prove libere del venerdì e del sabato.

Bottas si è confermato come il pilota più rapido, anche nella sessione del pomeriggio, dove ha abbassato ancora il limite del tracciato. In questo caso il pilota della Mercedes ha preceduto di due decimi il compagno di team Hamilton e ancora Max Verstappen. Il quarto posto è stato preso dall'altro pilota della Red Bull Racing, Alexander Albon. Bottas è stato il solo pilota a sfondare il muro del minuto e diciassette secondi, sempre con l'utilizzo di gomme soft.
La sessione è stata interrotta con bandiera rossa quando Sergio Pérez, uscendo dai box, ha colpito l'Alfa Romeo Racing di Räikkönen, mandandola in testacoda. Sull'altra Racing Point di Lance Stroll, che ha chiuso con l'undicesimo tempo, sono state provate delle nuove pance laterali, simili a quelle usate dalla Williams. Le due vetture con livrea rosa hanno comunque impressionato, nella simulazione di gara. La sessione era stata precedentemente sospesa per un'uscita di pista di Lando Norris dopo la curva del Poggio Secco. La sua McLaren ha sbattuto a 227 km/h contro le barriere.
Non ha confermato la buona prestazione del mattino la Ferrari. Sia Leclerc che Vettel sono stati autori di testacoda nel loro giro migliore. Il monegasco si è girato al Correntaio, infastidito da un'Alfa Romeo Racing, mentre il tedesco ha compiuto l'errore alle Biondetti. Vettel non ha potuto riprendere la sessione per un problema tecnico alla power unit. Le vetture italiane non sembrano competitive nemmeno sul passo di gara.
La Ferrari e l'AlphaTauri sono state multate, rispettivamente, di 300 e 200 euro dalla FIA. Charles Leclerc e Pierre Gasly hanno superato il limite di velocità nella corsia dei box.
Al termine della sessione i commissari decidono di penalizzare Sergio Pérez di una posizione sulla griglia di partenza e di un punto sulla Superlicenza per la collisione causata, uscendo dai box, a Kimi Räikkönen.
Anche al sabato Bottas si conferma come il pilota più a suo agio sulla pista toscana. Il finnico ha abbassato ancora il record della pista, battendo di soli 17 millesimi Max Verstappen. A pochi millesimi da Bottas ha chiuso anche l'altro pilota della Mercedes, Hamilton.
A mezzo secondo da Bottas si è portato Lance Stroll, che ha preceduto Pierre Gasly, autore anche di un'escursione di pista alla Scarperia. Leclerc ha chiuso con il settimo tempo, staccato di quasi un secondo dal primo.

### Risultati
Nella prima sessione del venerdì si è avuta questa situazione:
| Pos | Nº | Pilota          | Costruttore           | Tempo    | Gap    | Giri |
| --- | -- | --------------- | --------------------- | -------- | ------ | ---- |
| 1   | 77 | Valtteri Bottas | Mercedes              | 1'17"879 |        | 33   |
| 2   | 33 | Max Verstappen  | Red Bull Racing-Honda | 1'17"927 | +0"048 | 32   |
| 3   | 16 | Charles Leclerc | Ferrari               | 1'18"186 | +0"307 | 27   |

Nella seconda sessione del venerdì si è avuta questa situazione:
| Pos | Nº | Pilota          | Costruttore           | Tempo    | Gap    | Giri |
| --- | -- | --------------- | --------------------- | -------- | ------ | ---- |
| 1   | 77 | Valtteri Bottas | Mercedes              | 1'16"989 |        | 28   |
| 2   | 44 | Lewis Hamilton  | Mercedes              | 1'17"196 | +0"207 | 29   |
| 3   | 33 | Max Verstappen  | Red Bull Racing-Honda | 1'17"235 | +0"246 | 25   |

Nella sessione del sabato si è avuta questa situazione:
| Pos | Nº | Pilota          | Costruttore           | Tempo    | Gap    | Giri |
| --- | -- | --------------- | --------------------- | -------- | ------ | ---- |
| 1   | 77 | Valtteri Bottas | Mercedes              | 1'16"530 |        | 17   |
| 2   | 33 | Max Verstappen  | Red Bull Racing-Honda | 1'16"547 | +0"017 | 10   |
| 3   | 44 | Lewis Hamilton  | Mercedes              | 1'16"613 | +0"083 | 14   |

## Qualifiche

### Resoconto
Il primo pilota a completare un giro è George Russell, in 1'18"024. Dopo i tempi delle vetture più lente dello schieramento, Valtteri Bottas chiude un giro in 1'15"749, 29 millesimi meglio di Lewis Hamilton. Max Verstappen, altro protagonista delle libere, è staccato di mezzo secondo. Seguono l'olandese le due Racing Point, mentre sono più in ritardo le McLaren, che sono vicine ai tempi delle Alfa Romeo Racing. Sono in difficoltà anche le Ferrari, con Vettel decimo, mentre Leclerc scala fino al settimo posto provvisorio.
Le Renault si piazzano davanti al tedesco della scuderia italiana. A cinque minuti dal termine della prima fase Pierre Gasly si trova tra gli eliminati, mentre sia Lando Norris che Sebastian Vettel hanno dei tempi non rassicuranti. La classifica rimane però molto corta, tanto che si sono solo tre decimi di differenza tra il sesto tempo e il sedicesimo. Sergio Pérez prende il quarto posto, mentre Russell rimonta al dodicesimo posto, malgrado un'escursione di pista ad alta velocità. Räikkönen, Ocon, Giovinazzi e anche Grosjean, migliorano, mentre Gasly non va oltre il tredicesimo tempo.
Daniel Ricciardo coglie il settimo tempo, mentre non abbassano a sufficienza i tempi le due Williams. Risale invece Norris, ottavo, mentre Vettel prende il quattordicesimo tempo. Sono eliminati Gasly, Antonio Giovinazzi, Russell, Latifi e Kevin Magnussen.
In Q2 Hamilton piazza un tempo di 1'15"309, 13 millesimi meglio del tempo di Bottas. Verstappen è più lento di un decimo, mentre l'altra Red Bull Racing, quella di Alexander Albon, chiude a sei decimi. La Renault di Ricciardo chiude quinta, ma l'australiano alla radio esprime tutta la sua stanchezza per lo sforzo fisico. Lance Stroll ottiene il sesto tempo, davanti a Leclerc, molto più rapido del compagno di team Vettel. Ocon, Pérez e Norris completano la classifica dei primi dieci.
Pérez è il primo a uscire per un secondo tentativo, ma resta nono, a rischio eliminazione. Vettel migliora il suo tempo, ma rimane tredicesimo e non supera il taglio. Carlos Sainz Jr. passa nella top 10, eliminando il suo compagno di scuderia Norris, mentre Romain Grosjean non va oltre il quindicesimo tempo. Anche Kimi Räikkönen ritocca il suo tempo, battendo quello di Vettel, senza però entrare nella Q3. L'ultimo eliminato è Daniil Kvjat.
Nella fase decisiva Lewis Hamilton chiude il primo giro in 1'15"144, battendo per 59 millesimi Valtteri Bottas; la seconda linea provvisoria è conquistata dal duo della Red Bull Racing, mentre Stroll è quinto a un secondo e due decimi. Pérez ed Esteban Ocon, dal loro canto, optano per un solo tentativo veloce. Il messicano sale quinto, proprio davanti al compagno di team. Il secondo tentativo di molti piloti è rovinato dalle bandiere gialle nel primo settore, dovute a un'escursione di pista di Ocon. Unico a passare indenne è Leclerc, che così scala quinto.
Lewis Hamilton fa sua la novantacinquesima pole position nel campionato mondiale, la decima consecutiva per la Mercedes.

### Risultati
Nella sessione di qualifica si è avuta questa situazione:
| Pos                         | Nº | Pilota             | Costruttore               | Q1       | Q2       | Q3          | Griglia |
| --------------------------- | -- | ------------------ | ------------------------- | -------- | -------- | ----------- | ------- |
| 1                           | 44 | Lewis Hamilton     | Mercedes                  | 1'15"778 | 1'15"309 | 1'15"144    | 1       |
| 2                           | 77 | Valtteri Bottas    | Mercedes                  | 1'15"749 | 1'15"322 | 1'15"203    | 2       |
| 3                           | 33 | Max Verstappen     | Red Bull Racing-Honda     | 1'16"335 | 1'15"471 | 1'15"509    | 3       |
| 4                           | 23 | Alexander Albon    | Red Bull Racing-Honda     | 1'16"527 | 1'15"914 | 1'15"954    | 4       |
| 5                           | 16 | Charles Leclerc    | Ferrari                   | 1'16"698 | 1'16"324 | 1'16"270    | 5       |
| 6                           | 11 | Sergio Pérez       | Racing Point-BWT Mercedes | 1'16"596 | 1'16"489 | 1'16"311    | 7       |
| 7                           | 18 | Lance Stroll       | Racing Point-BWT Mercedes | 1'16"701 | 1'16"271 | 1'16"356    | 6       |
| 8                           | 3  | Daniel Ricciardo   | Renault                   | 1'16"981 | 1'16"243 | 1'16"543    | 8       |
| 9                           | 55 | Carlos Sainz Jr.   | McLaren-Renault           | 1'16"993 | 1'16"522 | 1'17"870    | 9       |
| 10                          | 31 | Esteban Ocon       | Renault                   | 1'16"825 | 1'16"297 | senza tempo | 10      |
| 11                          | 4  | Lando Norris       | McLaren-Renault           | 1'16"895 | 1'16"640 | N.D.        | 11      |
| 12                          | 26 | Daniil Kvjat       | AlphaTauri-Honda          | 1'16"928 | 1'16"854 | N.D.        | 12      |
| 13                          | 7  | Kimi Räikkönen     | Alfa Romeo Racing-Ferrari | 1'17"059 | 1'16"854 | N.D.        | 13      |
| 14                          | 5  | Sebastian Vettel   | Ferrari                   | 1'17"072 | 1'16"858 | N.D.        | 14      |
| 15                          | 8  | Romain Grosjean    | Haas-Ferrari              | 1'17"069 | 1'17"254 | N.D.        | 15      |
| 16                          | 10 | Pierre Gasly       | AlphaTauri-Honda          | 1'17"125 | N.D.     | N.D.        | 16      |
| 17                          | 99 | Antonio Giovinazzi | Alfa Romeo Racing-Ferrari | 1'17"220 | N.D.     | N.D.        | 17      |
| 18                          | 63 | George Russell     | Williams-Mercedes         | 1'17"232 | N.D.     | N.D.        | 18      |
| 19                          | 6  | Nicholas Latifi    | Williams-Mercedes         | 1'17"320 | N.D.     | N.D.        | 19      |
| 20                          | 20 | Kevin Magnussen    | Haas-Ferrari              | 1'17"348 | N.D.     | N.D.        | 20      |
| Tempo limite 107%: 1'21"051 |    |                    |                           |          |          |             |         |

In grassetto sono indicate le migliori prestazioni in Q1, Q2 e Q3.

## Gara

### Resoconto

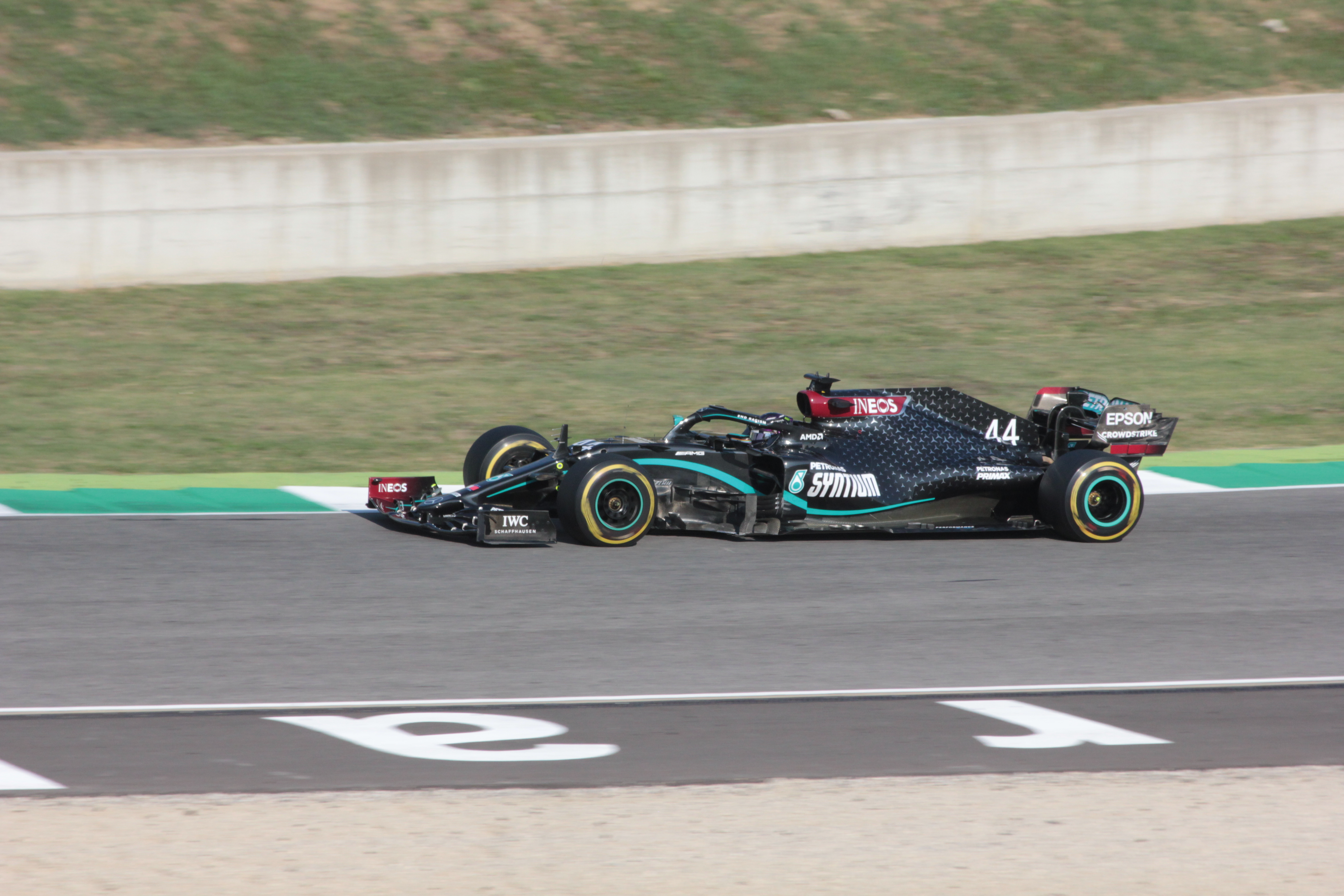
Lewis Hamilton, vincitore della gara, affronta la seconda Arrabbiata.

Quasi tutti i piloti decidono di partire con gomme soft. Conquista il comando, al via, Valtteri Bottas, mentre Lewis Hamilton è meno veloce e deve difendersi dall'attacco di Charles Leclerc, partito quinto. Anche Max Verstappen è autore di una cattiva partenza, che lo porta nella pancia del gruppo. Alla seconda curva l'olandese della Red Bull Racing è tamponato da Kimi Räikkönen, a sua volta stretto tra Pierre Gasly e Romain Grosjean. Anche Carlos Sainz Jr. si gira, e colpisce la vettura di Sebastian Vettel. Verstappen e Gasly sono costretti all'abbandono, mentre la direzione di gara invia in pista la safety car.
La classifica vede al comando Bottas, davanti a Hamilton, Leclerc, Alexander Albon, Lance Stroll, Daniel Ricciardo e Sergio Pérez. La vettura di sicurezza rimane in pista per otto giri: alla ripartenza però c'è un nuovo incidente. A centro gruppo c'è un vistoso rallentamento, proprio mentre la fila di monoposto procede sul rettilineo dei box. Antonio Giovinazzi colpisce da dietro Kevin Magnussen, finendo poi contro la vettura di Nicholas Latifi. Nell'incidente viene coinvolta anche la McLaren di Carlos Sainz Jr.. I quattro piloti devono ritirarsi, ma escono dalle loro vetture illesi. In questo caso la direzione di gara decide di interrompere la gara con bandiera rossa.
La gara riprende da fermo e non più dietro la vettura di sicurezza. Non prende il via Esteban Ocon, per un problema di surriscaldamento ai freni. Bottas, partito dalla pole position, viene passato alla San Donato da Hamilton, mentre Leclerc conserva il terzo posto, davanti alle due Racing Point. Al quindicesimo giro Daniel Ricciardo passa Pérez, per il quinto posto. Nei giri successivi Charles Leclerc cede diverse posizioni, venendo superato da Stroll, Ricciardo e Albon. Il monegasco passa perciò ai box, per montare gomme dure, al ventiduesimo passaggio. Al ventisettesimo giro Ricciardo si ferma per montare gomme medie, mentre Lando Norris prende il quinto posto a Pérez. Nel giro successivo il pit stop di Kimi Räikkönen è molto lento, per un problema tecnico.

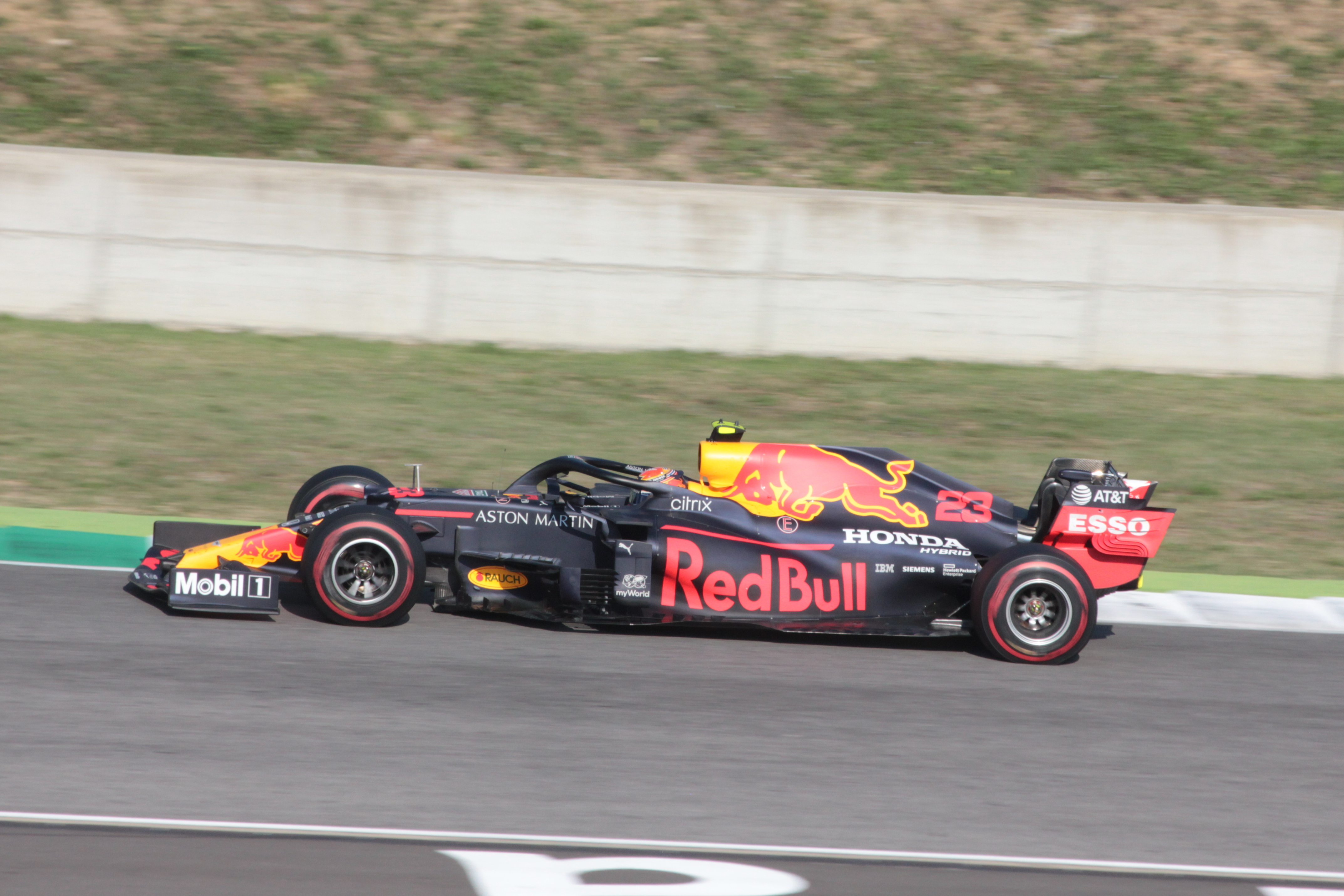
Alexander Albon, terzo al traguardo, conquista il primo podio per la Thailandia in Formula 1.

Nei giri successivi si fermano tutti i piloti delle prime posizioni: la classifica vede sempre al comando Lewis Hamilton, con quasi sei secondi di vantaggio su Bottas; seguono poi Ricciardo, Stroll, Albon, Pérez e Norris. Al quarantatreesimo giro Lance Stroll perde il controllo della sua monoposto a causa di una foratura alla seconda Arrabbiata, sbattendo violentemente contro le barriere. Il pilota canadese è comunque illeso. La direzione di gara sospende per la seconda volta la gara. L'ultima volta che una corsa è stata interrotta per due volte era accaduto nel Gran Premio del Brasile 2016.
Anche in questo caso la gara non riprende dietro la safety car, ma dalla griglia di partenza. Lewis Hamilton rimane primo, mentre Bottas è secondo. Alexander Albon passa Ricciardo, per il terzo posto. Albon sembra potersi avvicinare anche a Bottas, che però aumenta il ritmo, e si pone più vicino a Hamilton. Intanto la direzione di gara penalizza di cinque secondi, sul tempo di gara, Kimi Räikkönen, per avere oltrepassato la linea bianca prima dell'entrata in pit lane.
Nella parte finale di gara Hamilton controlla agevolmente, conquistando la sua novantesima vittoria e il suo diciassettesimo hat trick (vittoria, pole position e giro più veloce). Il podio è completato da Valtteri Bottas e Alexander Albon, che ottiene il suo primo podio in carriera. Albon è anche il primo pilota thailandese a giungere a podio in una gara mondiale, il primo asiatico a farlo dal terzo posto del giapponese Kamui Kobayashi nel Gran Premio del Giappone 2012. Hamilton giunge per la duecentoventiduesima volta nei punti, nuovo record nel mondiale. A una settimana di distanza dall'ultimo Gran Premio a Monza la gara è stata caratterizzata da almeno una bandiera rossa. L'ultima volta che due Gran Premi avevano avuto, a distanza di sette giorni, almeno una sospensione, era accaduto tra il Gran Premio di Monaco e quello del Canada della stagione 2011.

### Risultati
I risultati del Gran Premio sono i seguenti:
| Pos | Nº | Pilota             | Costruttore               | Giri | Tempo/Ritiro                 | Griglia | Punti |
| --- | -- | ------------------ | ------------------------- | ---- | ---------------------------- | ------- | ----- |
| 1   | 44 | Lewis Hamilton     | Mercedes                  | 59   | 2h19'35"060                  | 1       | 26    |
| 2   | 77 | Valtteri Bottas    | Mercedes                  | 59   | +4"880                       | 2       | 18    |
| 3   | 23 | Alexander Albon    | Red Bull Racing-Honda     | 59   | +8"064                       | 4       | 15    |
| 4   | 3  | Daniel Ricciardo   | Renault                   | 59   | +10"417                      | 8       | 12    |
| 5   | 11 | Sergio Pérez       | Racing Point-BWT Mercedes | 59   | +15"650                      | 7       | 10    |
| 6   | 4  | Lando Norris       | McLaren-Renault           | 59   | +18"883                      | 11      | 8     |
| 7   | 26 | Daniil Kvjat       | AlphaTauri-Honda          | 59   | +21"756                      | 12      | 6     |
| 8   | 16 | Charles Leclerc    | Ferrari                   | 59   | +28"345                      | 5       | 4     |
| 9   | 7  | Kimi Räikkönen     | Alfa Romeo Racing-Ferrari | 59   | +29"770                      | 13      | 2     |
| 10  | 5  | Sebastian Vettel   | Ferrari                   | 59   | +29"983                      | 14      | 1     |
| 11  | 63 | George Russell     | Williams-Mercedes         | 59   | +32"404                      | 18      |       |
| 12  | 8  | Romain Grosjean    | Haas-Ferrari              | 59   | +42"036                      | 15      |       |
| Rit | 18 | Lance Stroll       | Racing Point-BWT Mercedes | 42   | Foratura/Incidente           | 6       |       |
| Rit | 31 | Esteban Ocon       | Renault                   | 7    | Freni                        | 10      |       |
| Rit | 6  | Nicholas Latifi    | Williams-Mercedes         | 6    | Collisione con A. Giovinazzi | 19      |       |
| Rit | 20 | Kevin Magnussen    | Haas-Ferrari              | 5    | Collisione con A. Giovinazzi | 20      |       |
| Rit | 99 | Antonio Giovinazzi | Alfa Romeo Racing-Ferrari | 5    | Collisione con K. Magnussen  | 17      |       |
| Rit | 55 | Carlos Sainz Jr.   | McLaren-Renault           | 5    | Collisione con A. Giovinazzi | 9       |       |
| Rit | 33 | Max Verstappen     | Red Bull Racing-Honda     | 0    | Collisione con K. Räikkönen  | 3       |       |
| Rit | 10 | Pierre Gasly       | AlphaTauri-Honda          | 0    | Collisione con K. Räikkönen  | 16      |       |

Lewis Hamilton riceve un punto addizionale per avere segnato il giro più veloce della gara.

## Classifiche mondiali

### Piloti
| Pos | Pilota             | Punti |
| --- | ------------------ | ----- |
| 1   | Lewis Hamilton     | 190   |
| 2   | Valtteri Bottas    | 135   |
| 3   | Max Verstappen     | 110   |
| 4   | Lando Norris       | 65    |
| 5   | Alexander Albon    | 63    |
| 6   | Lance Stroll       | 57    |
| 7   | Daniel Ricciardo   | 53    |
| 8   | Charles Leclerc    | 49    |
| 9   | Sergio Pérez       | 44    |
| 10  | Pierre Gasly       | 43    |
| 11  | Carlos Sainz Jr.   | 41    |
| 12  | Esteban Ocon       | 30    |
| 13  | Sebastian Vettel   | 17    |
| 14  | Daniil Kvjat       | 10    |
| 15  | Nicolas Hülkenberg | 6     |
| 16  | Kimi Räikkönen     | 2     |
| 17  | Antonio Giovinazzi | 2     |
| 18  | Kevin Magnussen    | 1     |

### Costruttori
| Pos | Costruttore               | Punti |
| --- | ------------------------- | ----- |
| 1   | Mercedes                  | 325   |
| 2   | Red Bull Racing-Honda     | 173   |
| 3   | McLaren-Renault           | 106   |
| 4   | Racing Point-BWT Mercedes | 92    |
| 5   | Renault                   | 83    |
| 6   | Ferrari                   | 66    |
| 7   | AlphaTauri-Honda          | 53    |
| 8   | Alfa Romeo Racing-Ferrari | 4     |
| 9   | Haas-Ferrari              | 1     |

## Decisioni della FIA
Al termine della gara la Racing Point non riceve nessuna reprimenda da parte dei commissari sportivi, come invece accaduto nei sei Gran Premi precedenti, per avere utilizzato sulle sue vetture le stesse prese d'aria dei freni utilizzate nelle ultime sette gare. Tutti gli appelli presentati dalle scuderie contro il team britannico, tra cui quelli della Renault, della stessa Racing Point e della Ferrari, sono stati ritirati nelle settimane precedenti. I commissari hanno quindi seguito la sentenza emessa dalla Federazione prima del Gran Premio del 70º Anniversario, in cui viene chiarito che i pezzi contestati sono regolari per le norme tecniche e illegali per quelle sportive.
Kevin Magnussen, Nicholas Latifi e Daniil Kvjat vengono convocati dai commissari per lo scompiglio creato alla ripartenza dopo il primo periodo di safety car, che ha portato a diverse collisioni tra diversi piloti, sulla griglia di partenza. Tutti e tre i piloti, insieme ad Alexander Albon, Lance Stroll, Daniel Ricciardo, Sergio Pérez, Lando Norris, Esteban Ocon, George Russell, Antonio Giovinazzi e Carlos Sainz Jr., ricevono un avvertimento.
Non vengono invece presi provvedimenti per l'incidente avvenuto nel corso del primo giro alla seconda curva, dove sono risultati coinvolti diversi piloti, tra cui Kimi Räikkönen, Romain Grosjean, Pierre Gasly e Max Verstappen.